# Sommera purdiei
Sommera purdiei är en måreväxtart som beskrevs av Paul Carpenter Standley. Sommera purdiei ingår i släktet Sommera och familjen måreväxter. Inga underarter finns listade i Catalogue of Life.